# 伴造
伴造（とものみやつこ）は、連（むらじ）とも重なり、また連の下でヤマト王権の各部司を分掌した豪族である。
「伴」は友・供と同音でヤマト王権の長である大王（おおきみ）に奉仕する意味があり、「造」は集団の長としての意味があった。伴造には連のような上位の姓（かばね）を持つ者も含まれるが、狭義では造・首（おびと）などの中位以下の姓を持つ者を指す。また、下級の姓の中には伴造から除外されて百八十部の身分に属する者もいた。
伴造とされた豪族はそれぞれの職掌を持ち、傘下の部民を率いてヤマト王権の中枢に人的あるいは物的に奉仕した。
律令制において品部・雑戸などを率いて器具の製作などの実務を担当する下級官人である伴部にその名残が見られ、伴部を「とものみやつこ」と読む用法が存在したことが知られている。